# Сърдечен арест
Сърдечният арест е внезапна загуба на кръвообращение, причинена от недостатъчното изпомпване на сърцето. Симптомите включват загуба на съзнание, нарушено дишане или липса на такова. Някои хора може да усетят болка в гърдите, недостиг на въздух или гадене преди настъпването на сърдечния арест. Ако не се вземат мерки до няколко минути, състоянието обикновено довежда до смърт.
Най-честата причина за сърдечен арест е исхемичната болест на сърцето. Сред по-редките причини се нареждат: голяма кръвозагуба, липса на кислород, много ниски нива на калий, сърдечна недостатъчност и интензивни физически упражнения. Редица наследствени разстройства също могат да увеличат риска от сърдечен арест. Първоначалният сърдечен ритъм най-често е вентрикуларна фибрилация. Диагнозата се потвърждава, след като се установи, че няма пулс. Въпреки че сърдечният арест може да се причини от сърдечен удар, двете понятия не са еквивалентни.
Превенцията на сърдечния арест включва: въздържане от тютюнопушене, физическа дейност и поддържане на здравословно тегло. Лечението на сърдечния арест включва незабавна кардио-пулмонарна първа помощ, а в някои случаи и дефибрилация. Сред тези, които оцеляват, терапевтичната хипотермия може да смекчи последствията. Възможно е поставянето на имплантируем кардиовертер-дефибрилатор, който да намали риска от смърт при повторен сърдечен арест.
Рискът от сърдечен арест се увеличава с възрастта. Все пак, той засяга по-често мъже, отколкото жени. Процентът хора, които оцеляват след лечение, е около 8%. Много от оцелелите имат значителна степен на инвалидност В САЩ, сърдечен арест настъпва при около 13 от 10 000 души годишно.